# Open Sud de France 2020
Open Sud de France 2020 byl tenisový turnaj pořádaný jako součást mužského okruhu ATP Tour, který se hrál v montpellierské aréně na krytých dvorcích s tvrdým povrchem GreenSet. Probíhal mezi 3. až 9. únorem 2020 ve francouzském městě Montpellier jako třicátý třetí ročník turnaje.
Událost s rozpočtem 606 350 eur patřil do kategorie ATP Tour 250. Nejvýše nasazeným ve dvouhře byl devátý hráč světa Gaël Monfils z Francie. Posledním přímým účastníkem v hlavní singlové soutěži se stal 109. hráč žebříčku, Slovák Norbert Gombos.
Devátý singlový titul na okruhu ATP Tour vyhrál 30letý Francouz Gaël Monfils, jenž v jubilejním třicátém finále kariéry navázal v Montpellier na triumfy z let 2010 a 2014. První společně odehranou čtyřhru na túře ATP proměnili v titul Srb Nikola Ćaćić s Chorvatem Matem Pavićem.

## Rozdělení bodů a finančních odměn

### Rozdělení bodů
| Soutěž  | vítězové | finalisté | semifinalisté | čtvrtfinalisté | 16 v kole | 32 v kole | Q  | Q2 | Q1 |
| ------- | -------- | --------- | ------------- | -------------- | --------- | --------- | -- | -- | -- |
| dvouhra | 250      | 150       | 90            | 45             | 20        | 0         | 12 | 6  | 0  |
| čtyřhra | 250      | 150       | 90            | 45             | 0         | —         | —  | —  | —  |

### Finanční odměny
| Soutěž                              | vítězové | finalisté | semifinalisté | čtvrtfinalisté | 16 v kole | 32 v kole | Q2      | Q1      |
| ----------------------------------- | -------- | --------- | ------------- | -------------- | --------- | --------- | ------- | ------- |
| dvouhra                             | 91 010 € | 50 380 €  | 28 360 €      | 16 140 €       | 9 260 €   | 5 415 €   | 2 645 € | 1 375 € |
| čtyřhra                             | 30 690 € | 15 730 €  | 8 520 €       | 4 870 €        | 2 860 €   | —         | —       | —       |
| částka ve čtyřhře je uvedena na pár |          |           |               |                |           |           |         |         |

## Mužská dvouhra

### Nasazení
| Stát                          | Hráč                  | ATP | Nasazení |
| ----------------------------- | --------------------- | --- | -------- |
| Francie                       | Gaël Monfils          | 10. | 1.       |
| Belgie                        | David Goffin          | 11. | 2.       |
| Kanada                        | Denis Shapovalov      | 13. | 3.       |
| Bulharsko                     | Grigor Dimitrov       | 20. | 4.       |
| Kanada                        | Félix Auger-Aliassime | 22. | 5.       |
| Španělsko                     | Pablo Carreño Busta   | 30. | 6.       |
| Srbsko                        | Filip Krajinović      | 41. | 7.       |
| Francie                       | Ugo Humbert           | 43. | 8.       |
| Žebříček ATP k 20. lednu 2020 |                       |     |          |

### Jiné formy účasti
Následující hráči obdrželi divokou kartu do hlavní soutěže:
- Félix Auger-Aliassime
- Grigor Dimitrov
- Gaël Monfils

Následující hráč nastoupil do hlavní soutěže pod žebříčkovou ochranou:
- Vasek Pospisil

Následující hráči postoupili z kvalifikace:
- Enzo Couacaud
- Damir Džumhur
- Emil Ruusuvuori
- Serhij Stachovskyj

### Odhlášení
před zahájením turnaje
- Radu Albot → nahradil jej  Grégoire Barrère
- Dan Evans → nahradil jej  Norbert Gombos
- Fabio Fognini → nahradil jej  Pierre-Hugues Herbert
- John Millman → nahradil jej  Jannik Sinner
- Lucas Pouille → nahradil jej  Mikael Ymer
- Andrej Rubljov → nahradil jej  Henri Laaksonen
- Stan Wawrinka → nahradil jej  Dennis Novak

### Skrečování
- Richard Gasquet

## Mužská čtyřhra

### Nasazení
| Stát                                                                                   | Hráč              | Stát               | Hráč                   | ATP | Nasazení |
| -------------------------------------------------------------------------------------- | ----------------- | ------------------ | ---------------------- | --- | -------- |
| Německo                                                                                | Kevin Krawietz    | Francie            | Nicolas Mahut          | 11. | 1.       |
| Nizozemsko                                                                             | Jean-Julien Rojer | Rumunsko           | Horia Tecău            | 39. | 2.       |
| Rakousko                                                                               | Jürgen Melzer     | Francie            | Édouard Roger-Vasselin | 52. | 3.       |
| Spojené království                                                                     | Jamie Murray      | Spojené království | Neal Skupski           | 56. | 4.       |
| Žebříček ATP k 20. lednu 2020; číslo je součtem žebříčkového postavení obou členů páru |                   |                    |                        |     |          |

### Jiné formy účasti
Následující páry obdržely divokou kartu do hlavní soutěže:
- Kenny de Schepper /  Hugo Gaston
- Feliciano López /  Marc López

Následující pár nastoupil z pozice náhradníka:
- Julian Knowle /  Dennis Novak

### Odhlášení
před zahájením turnaje
- Tim Pütz

## Přehled finále

### Mužská dvouhra
- Gaël Monfils vs.  Vasek Pospisil, 7–5, 6–3

### Mužská čtyřhra
- Nikola Ćaćić /  Mate Pavić vs.  Dominic Inglot /  Ajsám Kúreší, 6–4, 6–7(4–7), [10–4]